# Mikojan-Gurewitsch I-225
Die Mikojan-Gurewitsch I-225 (russisch Микоян-Гуревич И-225), vorgesehene Serienbezeichnung MiG-7, war ein sowjetisches Jagdflugzeug für große Höhen. Sie erreichte mit voller Ausrüstung und Bewaffnung eine Höchstgeschwindigkeit von 726 km/h. Damit ist sie nach einer abgespeckten Spezialversion der Jak-3 das schnellste militärische Kolbenmotor-Flugzeug der UdSSR. Es entstanden nur zwei Exemplare.
Konzipiert war sie als einsitziger Tiefdecker mit trapezförmigen Flügel in Holz-Metall-Gemischtbauweise. Als Antrieb diente ein mit dem Turbolader TK-300B ausgerüsteter AM-42-Motor. Die Bewaffnung bestand aus zwei SchWAK-Maschinenkanonen. Da sie in großer Höhe operieren sollte, war sie mit einer Druckkabine ausgerüstet.
Die Konstruktionsarbeiten begannen 1943 unter der Projektbezeichnung 5A. Der erste Prototyp erhielt einen AM-42B-Motor und flog erstmals am 21. Juli 1944. Die Erprobung verzögerte sich jedoch, da gerade die zur gleichen Zeit gebauten Flugzeuge I-222 und I-224 getestet wurden und die I-225 nach ihrem 15. Flug beschädigt wurde. Es entstand ein zweiter Prototyp, ausgerüstet mit einem AM-42FB, dessen Erstflug am 14. März 1945 stattfand. Da zu dieser Zeit das Interesse an kolbenmotorgetriebenen Jagdflugzeugen nicht mehr vorhanden war, da der Strahlantrieb bessere Flugleistungen versprach, stellte man die Tests mit der I-225 ein.

## Technische Daten
| Kenngröße             | Daten (I-225-02)                                                                          |
| --------------------- | ----------------------------------------------------------------------------------------- |
| Konstrukteur(e)       | A. G. Brunow                                                                              |
| Hersteller            | Mikojan-Gurewitsch                                                                        |
| Baujahr(e)            | 1944                                                                                      |
| Besatzung             | 1 Pilot                                                                                   |
| Länge                 | 9,50 m                                                                                    |
| Flügelspannweite      | 11,00 m                                                                                   |
| Flügelfläche          | 20,40 m²                                                                                  |
| Flügelstreckung       | 5,9                                                                                       |
| Flächenbelastung      | 195 kg/m²                                                                                 |
| Leermasse             | 3.405 kg                                                                                  |
| Startmasse            | 3.978 kg                                                                                  |
| Antrieb               | ein flüssigkeitsgekühlter 12-Zylinder V-Motor Mikulin AM-42FB mit zwei TK-1A-Kompressoren |
| Leistung              | 1.620 kW (2.200 PS) Startleistung 1.400 kW (1.900 PS) in 6.700 m Höhe                     |
| Höchstgeschwindigkeit | 726 km/h in 10.000 m Höhe 560 km/h in Bodennähe                                           |
| Steigzeit             | 4,0 min auf 5.000 m Höhe 8,8 min auf 10.000 m Höhe                                        |
| Dienstgipfelhöhe      | 12.600 m                                                                                  |
| Reichweite            | 1.300 km                                                                                  |
| Bewaffnung            | zwei 20-mm-MK SchWAK                                                                      |